# BRP Sindangan
Le BRP Sindangan (MRRV-4407) est le sixième patrouilleur de classe Parola de la Garde côtière philippine.

## Conception
La Garde côtière philippine a précisé que le navire est un navire de maintien de l’ordre et qu’il est conçu pour mener des missions environnementales et humanitaires, ainsi que des opérations de sécurité maritime et des missions de patrouille maritime.
Le navire a été conçu avec une passerelle de navigation pare-balles et est équipé de détecteurs d’incendie, d’une capacité de vision nocturne, d’un bateau annexe et d’une capacité de radiogoniométrie.
Le navire est équipé d’équipements de communication et de surveillance radio de Rohde & Schwarz, en particulier des radios de communication logicielle M3SR des séries 4400 et 4100, et de l’équipement de surveillance radio DDF205. Ces équipements améliorent les capacités de reconnaissance, de poursuite et de communication du navire.

## Historique
Le BRP Sindangan a fait l’objet d’essais en mer en septembre 2017 et a été mis en service le 21 novembre 2017, en même temps que le BRP Capones (MRRV-4404) et le BRP Suluan (MRRV-4406).
En septembre 2018, le BRP Sindangan ainsi que son sister-ship le BRP Cabra (MRRV-4409) et les navires de la marine philippine BRP Nestor Reinoso (PG-380) et BRP Benguet (LT-507) ont sécurisé le BRP Gregorio del Pilar (PF-15), qui a fini par s’échouer au haut-fond Hasa-Hasa (également connu sous le nom de banc Half Moon) en mer de Chine méridionale. Les plongeurs du BRP Sindangan ont également évalué les dommages sur la coque du BRP Gregorio del Pilar, qui a finalement été retiré du haut-fond quelques jours plus tard.